# Butterfield (Minnesota)
Butterfield – miasto w Stanach Zjednoczonych, w stanie Minnesota, w hrabstwie Watonwan.